# Chevrolet Volt
Chevrolet Volt är en laddhybrid framtagen av General Motors (GM) 2010. I Europa lanseras den som Opel Ampera med undantag för England där den går under namnet Vauxhall Ampera, i Australien samt Nya Zeeland lanseras den som Holden Volt.

## Drivlina
Drivlinan för Chevrolet Volt kallas Voltec, även det utvecklat av GM. Systemet bygger på batteri, en elmotor och en förbränningsmotor med generator i serieutförande. Det ger en seriehybrid, en variant av laddhybrid där skillnaden är att bilen alltid drivs av el, även när det är förbränningsmotorn som går. När förbränningsmotorn är aktiv driver den generatorn som i sin tur driver elmotorn. Chevrolet kallar detta för en elbil med räckviddsförlängare och tekniken för Extended Range Electric Vehicle (E-REV). 

### Räckvidd
Räckvidden för endast eldrift uppges på Cheverolets egna hemsida vara 8 mil. Förbränningsmotorn med full tank ger ytterligare 42 mil vilket ger en total räckvidd på 50 mil. Detta är sannolikt den teoretiska maximala räckvidden under optimala förhållanden. 

### Motorer
Den primära elmotorn som drivs av batteriet ger 111 kW (149 hk). Bensinmotorn är en 4-cylinders sugmotor på 1.4 liter och 63 Kw (85 hk) som driver en generator på 55 kW (74 hk).

### Batteri
Batteriet är av lithiumjon-typ med en total kapacitet på 16.5 kWh (16 kWh för årsmodell 2011-2012). Batteriet är sett uppifrån format likt ett 'T' och är placerat under bagageutrymmet och går längs karossen likt en kardantunnel. Detta gör Cheverolet Volt till en strikt 4-sitsig bil.

### Laddning
Batterierna kan laddas från tomt till fullt på 6 timmar från ett standard 230 V uttag. Som tillval finns även en laddstation som kan ladda på 4 timmar. Batterierna laddas även vid så kallad regenerativ bromsning.